# Cyanotrichit
Cyanotrichit (auch Lettsomit oder Kupfersamterz) ist ein selten vorkommendes Mineral aus der Mineralklasse der Sulfate. Es kristallisiert im orthorhombischen Kristallsystem mit der chemischen Zusammensetzung Cu4Al2(SO4)(OH)12 • 2 H2O und entwickelt charakteristisch blaue, bis zu drei Zentimeter lange, nadelförmige Kristalle, die auch häufig fadenförmige, radialstrahlige Büschel oder aber feinkristalline, blättrige Überkrustungen auf anderen Mineralen bilden.
Das Mineral bildet zusammen mit Camérolait und Carbonatcyanotrichit die Cyanotrichit-Gruppe.

## Etymologie und Geschichte
Kupfersamterz, das aus der Typlokalität Moldova Nouă in Rumänien stammte, wurde erstmals 1808 von Abraham Gottlob Werner beschrieben. Auf den heutigen Namen wurde das Mineral 1830 von Ernst Friedrich Glocker getauft. Dieser leitet sich vom griechischen κύανος [kúanos] (von myk. „ku-wa-no“) für „dunkles Metall; Email“, nach Homer auch „Bergblau; Lasurstein“ und θρίξ [tʰríx], Genitiv τρίχος [tríkʰos] für Haar ab.

## Klassifikation
Nach der alten Systematik der Minerale nach Strunz (8. Auflage) gehört der Cyanotrichit der Mineralklasse der „Sulfate, Selenate, Tellurate, Chromate, Molybdate und Wolframate“ und dort der Abteilung der „wasserhaltigen Sulfate mit fremden Anionen“ an. In der neuen Systematik der Minerale nach Strunz (9. Auflage) wurde diese große Klasse genauer eingeteilt, so dass sich der Cyanotrichtit nun in der Unterabteilung der „unklassifizierten Sulfate (Selenate etc.) mit weiteren Anionen, mit H2O mit mittelgroßen Kationen“ wiederfindet – unklassifiziert deshalb, weil die genaue Kristallstruktur bisher noch nicht ermittelt werden konnte. 
Die Systematik der Minerale nach Dana ordnet das Mineral ebenfalls in die Klasse der Sulfate und dort in die Abteilung der „wasserhaltigen Sulfate mit enthaltenen Hydroxylgruppen oder Halogenen“.

## Bildung und Fundorte
Cyanotrichit bildet sich als Sekundärmineral in oxidierten Teilen von Kupfersulfid-Vorkommen. Es ist mit Brochantit, Spangolith, Chalkophyllit, Olivenit, Tyrolit, Parnauit, Azurit und Malachit vergesellschaftet. 
Es sind verschiedene Fundorte von Cyanotrichit bekannt. Sie liegen unter anderem in Österreich, Frankreich, Deutschland, Griechenland, Italien, Großbritannien, den Vereinigten Staaten und Australien.

## Kristallstruktur
Cyanotrichit kristallisiert im orthorhombischen Kristallsystem mit den Gitterparametern a = 10,16 Å, b = 12,61 Å und c = 2,90 Å sowie einer Formeleinheit pro Elementarzelle. Die genaue Raumgruppe ist nicht bekannt.

## Verwendung
Für eine Verwendung als Rohstoff ist der Cyanotrichit zu selten. Wenn er mit anderen, ergiebigeren Kupfererzen vergesellschaftet ist, wird er mit diesen auch abgebaut. Auf Grund seiner Farbe und Form wird das Mineral von Sammlern gesucht. 